# Lorelei Travis
Lorelei Travis è un personaggio dei fumetti, creato da David Hine (testi) e David Yardin (disegni), pubblicato dalla Marvel Comics. La sua prima apparizione è in District X n. 1 (maggio 2004).

## Biografia del personaggio

### Vita a Mutant Town
Lorelei Travis è una mutante capace di controllare il movimento dei propri capelli con la semplice forza di volontà. Lavora nel locale per mutanti Wildkat Klub, come ballerina esotica, situato a Mutant Town, quartiere immaginario ai sobborghi di New York, pattugliato da Alfiere e Ismael Ortega, ufficiale di polizia. Sopravvissuta all'esplosione di una bomba, Lorelei è una dei pochi mutanti che hanno mantenuto i propri poteri dopo la maxisaga House of M.

### M-Day e 198
Toad, dopo aver salvato Lorei da una banda di Purity, che le avevano rasato la testa per il semplice fatto che fosse ancora una mutante, l'accompagnò allo Xavier Institute dove divenne parte dei 198. Qui conobbe ed ebbe una relazione con il misterioso Mr. M, il quale, grazie ai propri poteri di manipolazione della realtà le fece ricrescere i capelli. La loro relazione ebbe vita breve, poiché dopo uno scontro con Magma (controllata telepaticamente da Johnny Dee) Mr. M morì e mutò in uno sciame di farfalle che si disperse in giro per il mondo. Poiché lo O*N*E (Ufficio per le Emergenze Nazionali) riteneva necessario impiantare a tutti i mutanti sopravvissuto un chip che permettesse loro di rintracciarli, Lorelei ed altri cominciarono a progettare la loro fuga.

### Civil War
Dopo che il gruppo dei New Warriors morì a causa del criminale Nitro portando con loro quasi l'intera cittadina di Stepford e dando inizio agli eventi della maxi-saga Civil War, Domino, Calibano e Shatterstar irruppero allo Xavier Institute e fecero fuggire tutti gli occupanti. I 198 si rifugiarono in una base dello S.H.I.E.L.D. nel mezzo del deserto del Nevada. Controllata dal mutante Johnny Dee, Lorelei diede l'avvio alla sequenza di auto-distruzione della base, nella quale erano contenute armi sperimentali ed instabili. Grazie all'aiuto di Ciclope, Alfiere, Iron Man, Ms. Marvel e delle Super Sentinelle, i 198 riuscirono a fuggire prima della detonazione. Attualmente la loro posizione è sconosciuta.

## Poteri e abilità
Lorelei possiede capelli prensili, controllabili attraverso la sua forza di volontà.

## Altre versioni
Nella realtà di House of M, Lorelei è membro assieme a Mr. M del Centre for Transformation and Illumination, il cui scopo è quello di scoprire e gestire il potenziale mutante nei giovani tramite il Rite of Transformation.